# Транспорт Гамбурга
Транспорт в Гамбурге включает обширную железнодорожную систему, метро, аэропорты и морские перевозки для более чем 1,8 миллиона жителей города Гамбурга и 5,3 миллиона человек в столичном регионе Гамбурга.
Со времен средневековья, как ганзейского города, одной из частей транспорта Гамбурга была торговля с другими городами или регионами. В 2008 году порт Гамбурга был вторым по величине портом в Европе. Гамбург связан с четырьмя автомагистралями, а в самом Гамбурге есть два аэропорта. Гамбургская транспортная группа Hamburger Verkehrsverbund была первой организацией такого рода в мире и в 2008 году отвечала за управление общественным транспортом в трех землях Германии. В 2007 году более 618 миллионов пассажиров использовали автобус, скоростной транспорт, паромы или легкорельсовый транспорт.

## История
Грамота 1189 года Фридриха I, императора Священной Римской империи, предоставила Гамбургу статус свободного имперского города и беспошлинный доступ вверх по Нижней Эльбе в Северное море, право ловить рыбу и рубить деревья, а также свободу военной службы. Хартия была дана в устной форме за поддержку Гамбургом крестовых походов Фридриха, а в 1265 году, по всей вероятности, поддельное письмо было представлено Гамбургскому Рату (Совету). В 1241 году два договора между Гамбургом и Любеком положили начало Ганзейскому союзу, торговому союзу в Северной Европе. А в 1264 году Штайнштрассе была третьей мощеной дорогой в Европе, торговым маршрутом с востока на запад.
В 1800 году в Гамбурге было 1473 уличных фонаря, а на гамбургском холме в Санкт-Паули несколько новых улиц получили христианские имена, например Давидштрассе, Эрихштрассе или Гербертштрассе.

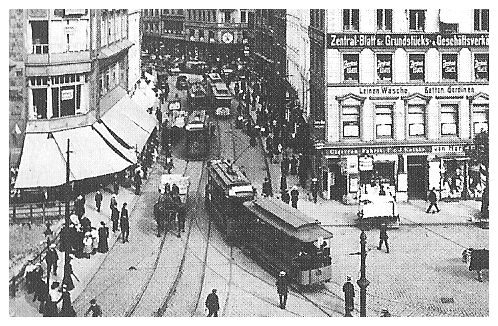
Улица Гросер Буршта в квартале Альтштадт в 1900 году.

31 октября 1839 года первая автобусная линия, запряженная лошадьми, обслуживала запланированный маршрут из Гамбурга в тогдашнюю датскую Альтону. В 1866 году был открыт трамвай Гамбурга. Первоначально он эксплуатировался с конным трамваем. В 1894 году первый электрический трамвай в Гамбурге ездил по пути Мессберг — Ломбардсбрюке — Ландунгсбрюкен — Цольканал — Мессберг.
В 1906 году был построен Гамбургский центральный вокзал, а железнодорожные линии, такие как Ролльбан, были расширены до центра города, а в 1910 году в Фульсбюттеле был построен зал для воздушного движения с цеппелинами. В 1911 году был завершен первый туннель под рекой в континентальной Европе. Также бензиновые автомобили были разрешены на улицах Гамбурга.
В 1912 году в порту Гамбурга было 64 км причалов для более чем 15 000 морских судов, прибывающих в Гамбург. Надземная железная дорога была основана в 1911 году, а первые поезда метро ходили по кольцевой линии в 1912 году.
Hamburger Verkehrsverbund был основан 29 ноября 1965 года с четырьмя первоначальными партнерами: Hamburger Hochbahn AG, Deutsche Bundesbahn, HADAG Seetouristik und Fährdienst AG и Verkehrsbetriebe Hamburg-Holstein (VHH). 30 сентября 1978 года, после 84 лет службы, последний трамвай обслуживал линию номер 2 от Ратхаусмаркт до Шнельсен.

## Инфраструктура
В 2008 году площадь Гамбурга составляла 755,2 км2, 92 % было занято сушей и 8 % водной поверхностью. Площадь под транспортную инфраструктуру составила 12 %. Это были незастроенные территории.

## Аэропорты
Аэропорт Гамбурга, открытый в 1911 году, расположен в Фульсбюттеле на севере города. В 2008 году аэропорт имел площадь 5,7 км2, обслужил 152 271 взлетов и посадок, в общей сложности 12 690 114 пассажиров. Перевёз 33 108 тонн груза. Гамбургский аэропорт Финкенвердер — частный аэропорт завода EADS, расположенный в Финкенвердере, на южном берегу реки Эльбы.

## Велосипеды
В 2008 году в Гамбурге было более 1700 км велосипедных дорожек, но — по данным ADFC (Немецкий клуб велосипедистов) — в разрушенном состоянии, ремонт которого обойдется городу в 10 миллионов евро. Министерство городского развития и окружающей среды определило 14 основных велосипедных дорожек для улучшения ежедневного использования велосипедов в Гамбурге и заявило о запуске системы обмена велосипедами, как в Париже. Проект StadtRAD Hamburg был запущен в июле 2009 года и на сегодняшний день является одной из самых успешных систем такого рода в Германии.

## Пешеходные зоны

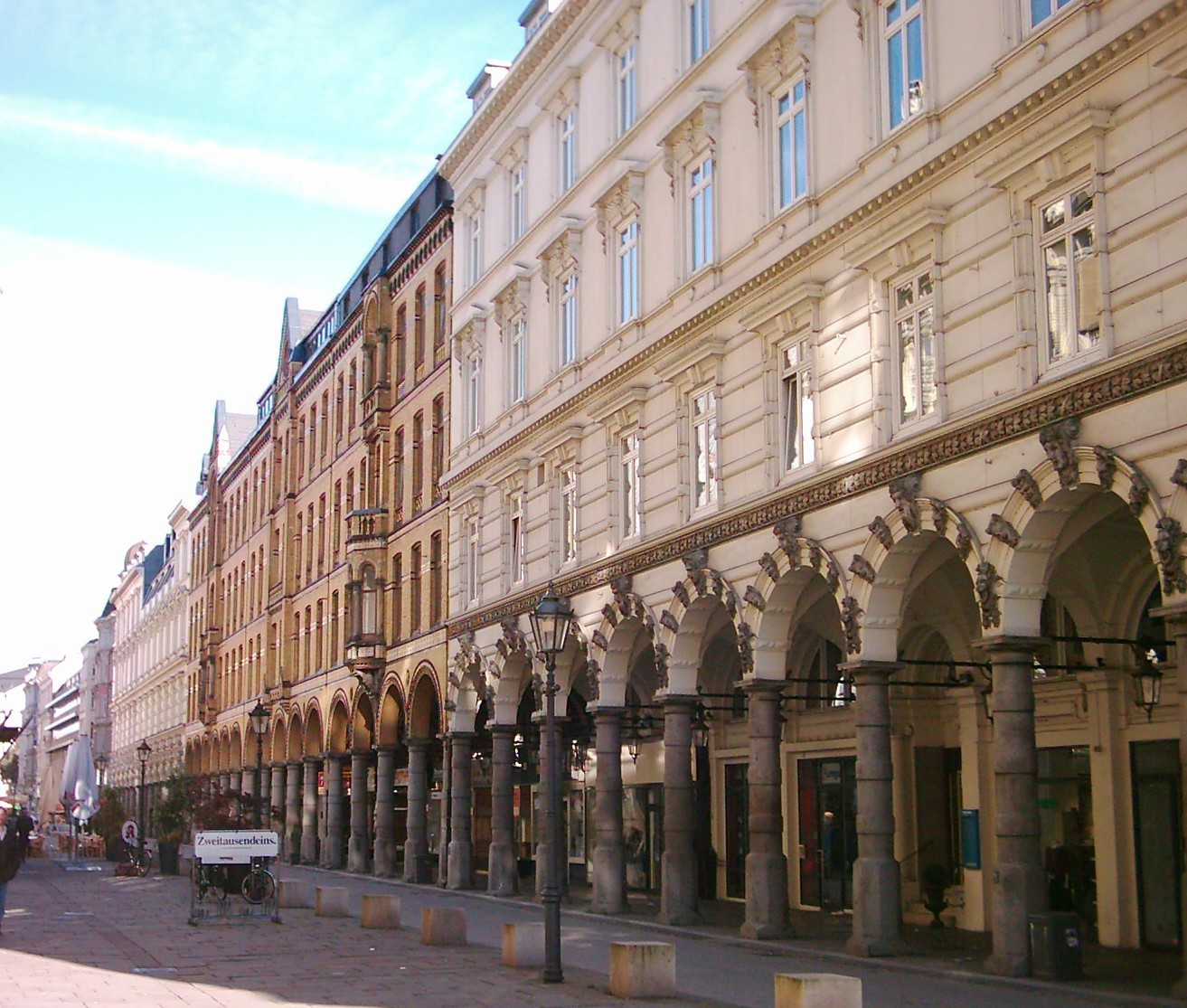
Улица Колоннаден в 2007 году

В Гамбурге есть несколько пешеходных зон, улицы отремонтированы и превращены в зоны, свободные от автомобилей. Первая преобразованная улица была в Эссене в 1926 году. Как и во многих городах Западной Германии, Гамбург отремонтировал несколько улиц в центре города в 1970-х годах. Улица Колоннаден, построенная частными инвесторами в 1874 году, реконструированная в 1978 году, является одной из старейших пешеходных зон Гамбурга. Другие зоны в центре города: Дайхштрассе, Генземаркт, Герхарт-Хауптманн-Платц, Герхофштрассе, Гертруденкирххоф, Гертруденштрассе, Гросноймаркт, Курце Мюрен, Ланге Мюрен, Петерштрассе, Ратхаусмаркт и Шпиталерштрассе. В 2008 году на Менкебергштрассе, открытой только для общественного транспорта, автобусов и такси, было 10 620 пешеходов в час. В общей сложности только 20 % всех пешеходных зон в Германии приходится на жилые районы. Гамбург начал несколько небольших жилищных проектов.
В Гамбурге также есть тропы, например, Альстервандервег (тропа реки Альстер), Эльбевандервег (тропа реки Эльбы), в Гамбурге это часть европейского пешеходного маршрута E1. Поскольку остров Нойверк является частью Гамбурга, пешеходные тропы в Гамбургском национальном парке Ваддензе также находятся в собственности государства.
В 2006 году в центре Гамбурга была установлена система навигации для пешеходов.

## Общественный транспорт
Общественный транспорт в Гамбурге состоит из автобусов, метро и легкорельсового транспорта, пригородных поездов, автопарков, такси, услуг для пожилых людей и людей с ограниченными возможностями. Hamburger Verkehrsverbund (HVV) управляет и координирует общественный общественный транспорт с автобусами, паромами и поездами для управления общественным транспортом трёх земель: Гамбург, Нижняя Саксония и Шлезвиг-Гольштейн, а также нескольких округов. 35 операционных кооперативов предоставляют транспортные услуги и некоторые услуги для клиентов.

### Автобусы

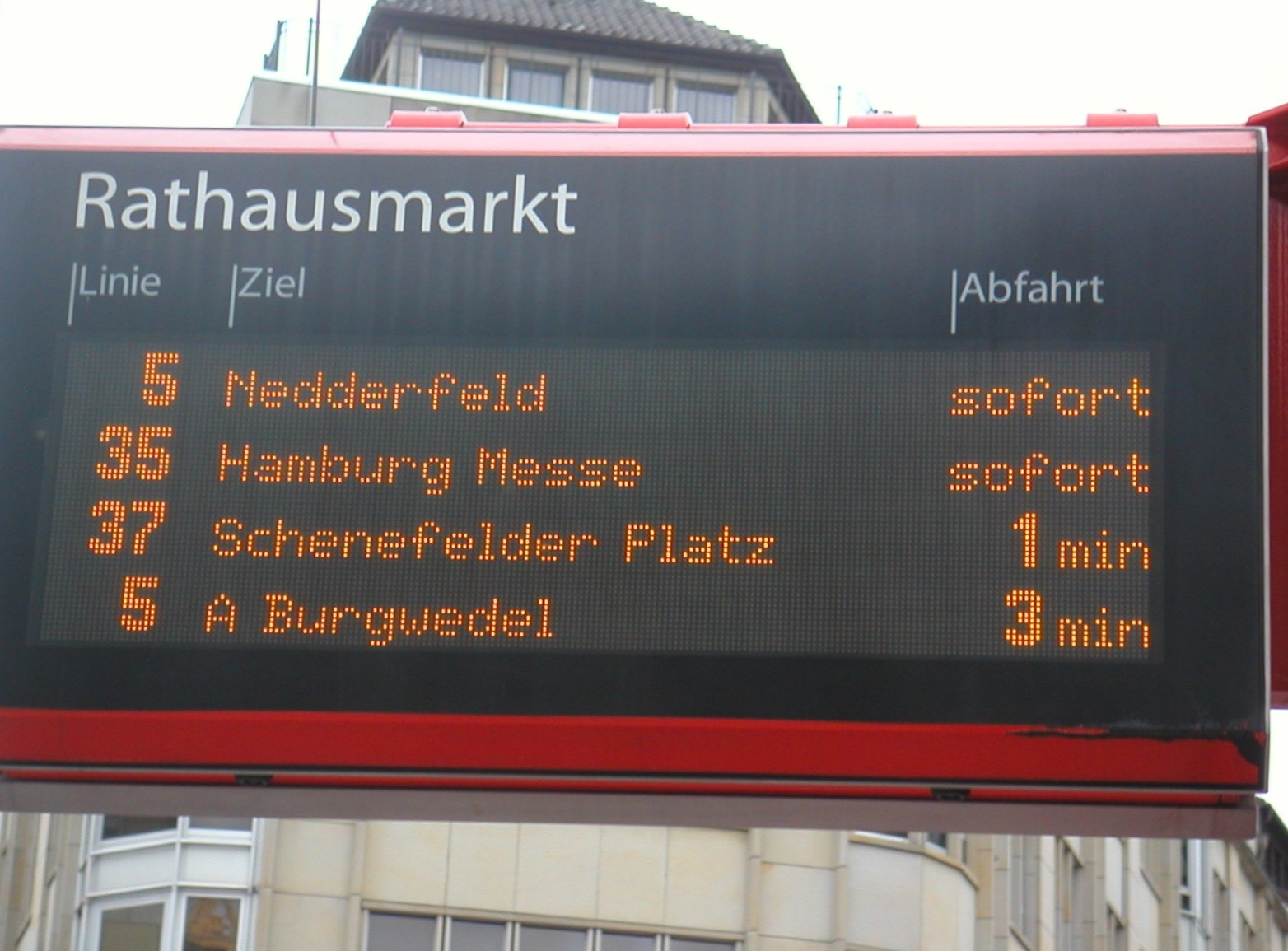
Информационная система для пассажиров на Ратхаусмаркт

Крупной компанией общественного автобусного сообщения является Hamburg Hochbahn AG (HHA) с более чем 100 линиями и 120 000 км пробега в день. Ещё одним основным оператором является региональная и городская автобусная компания Verkehrsbetriebe Hamburg-Holstein (VHH), управляющая многими собственными линиями (особенно во внешних районах и на исходящих линиях) и разделяющая услуги с Hamburger Hochbahn на нескольких линиях. Обе компании передали небольшие части своих услуг и некоторые линии субподрядчикам и дочерним компаниям, таким как Jasper или Süderelbe-Bus.
С 2001 года HHA использует систему информирования пассажиров на нескольких автобусных остановках.
Автобусы дальнего следования начинаются от центрального автовокзала Гамбурга (нем. Zentraler Omnibusbahnhof Hamburg). В 2007 году еженедельно отправлялось более 450 рейсов с пунктами назначения в 27 европейских странах, например, в Данию, Польшу и Россию.

#### Автобусы с альтернативными двигателями
С 2003 года в Гамбурге развернуто девять автобусов на водородных топливных элементах в рамках испытаний для доступа к долгосрочным практическим автомобилям на водородных топливных элементах. Эти модифицированные автобусы Mercedes-Benz Citaro были сняты с производства в период с 2008 по 2010 год. В 2011 году их заменили четыре новых автобуса на водородных топливных элементах, которые снова поставила компания Mercedes-Benz.
В 2014 году было поставлено ещё 30 гибридных автобусов, в том числе 10 сменных гибридных автобусов, упомянутых выше, и 15 гибридных автобусов типа Volvo 7900. В то же время в эксплуатацию поступили два Solaris Urbino 18. В 2016 году парк пополнился тремя электробусами Solaris New Urbino нового поколения.
В то же время Verkehrsbetriebe Hamburg-Holstein (VHH) получил 20 гибридных автобусов от Volvo и два полностью электрических автобуса от итальянского производителя Rampini.
Всего вместе с дочерними предприятиями в Гамбурге эксплуатируется 68 автобусов с альтернативной силовой установкой. Например, они курсируют по линии 109, которая в 2014 году была определена в качестве испытательной линии для автобусов с альтернативными двигателями, и по линии 48. Цель города — с 2020 года заказывать автобусы только с альтернативными двигателями.

### Паромы
HADAG Seetouristik und Fährdienst управляет паромами общественного транспорта, управляя 21 паромом на 6 линиях длиной 27,6 км.

### Скоростной транспорт и пригородная железная дорога
Скоростной транспорт обеспечивается Гамбургским метро и Гамбургской электричкой, а также несколькими линиями пригородной железной дороги. В 2015 году система состояла из 289 станций в 930 км в длину в регионе. 1969 транспортных средств принадлежали десяти операционным компаниям: AKN Eisenbahn, DB Regio, Eisenbahnen und Verkehrsbetriebe Elbe-Weser (EVB), Erixx GmbH, Hamburg Hochbahn AG (HHA), Metronom Eisenbahngesellschaft, nordbahn Eisenbahngesellschaft (NBE), Nord-Ostsee-Bahn (NOB) (часть Veolia Verkehr GmbH), S-Bahn Hamburg plc и Verkehrsgesellschaft Norderstedt (VGN).

### Такси
Такси регулируется законом. В 2008 году, по данным Торговой палаты Гамбурга, насчитывалось 2 168 компаний с 3 675 автомобилями и более 10 000 сотрудников, в 80 % компаний водитель также является владельцем компании. Всего было обработано 20 миллионов транспорта.

## Железнодорожные пути

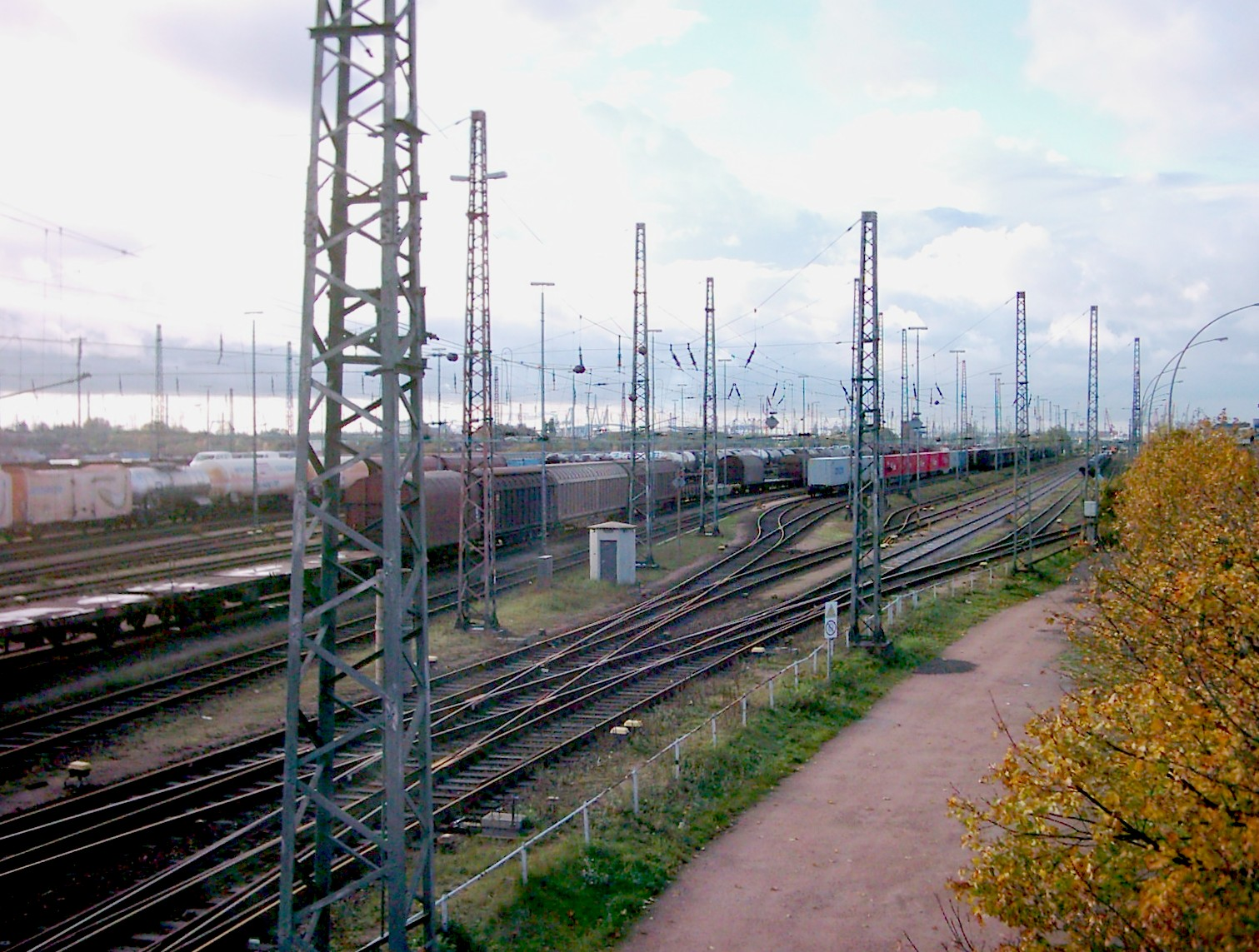
Портовая железная дорога (Хафенбан)

Гамбург обслуживается междугородними и региональными поездами крупнейшей железнодорожной компании Германии Deutsche Bahn AG. Главный железнодорожный вокзал города для дальних рейсов — Гамбургский центральный вокзал. Есть постоянные линии Intercity-Express в Берлин, Франкфурт-на-Майне (далее в Штутгарт и Мюнхен) и Бремен (далее в Рурскую область и Кельн). На севере поезда ICE соединяют Гамбург с Орхусом и Копенгагеном в Дании, Килем в земле Шлезвиг-Гольштейн. Есть также несколько маршрутов пассажирских поездов InterCity и EuroCity. Есть многочисленные услуги Regional-Express и Regionalbahn до Шлезвиг-Гольштейна и Нижней Саксонии. Основные железнодорожные линии: Берлин — Гамбург, Ганновер — Гамбург, железная дорога Нижняя Эльба и Ванне-Эйкель — Гамбург .
В 2007 году портовая железная дорога (нем. Hafenbahn) перевезла почти 39,7 миллионов вагонов, в том числе около 1 801 600 контейнеров с не менее 1 585 600 въездных и выездных автобусов. Всего грузоперевозки составили более 45 529 тонн. В 2008 году они увеличились на 6,3 % по сравнению с 2007 годом.

## Дороги и улицы

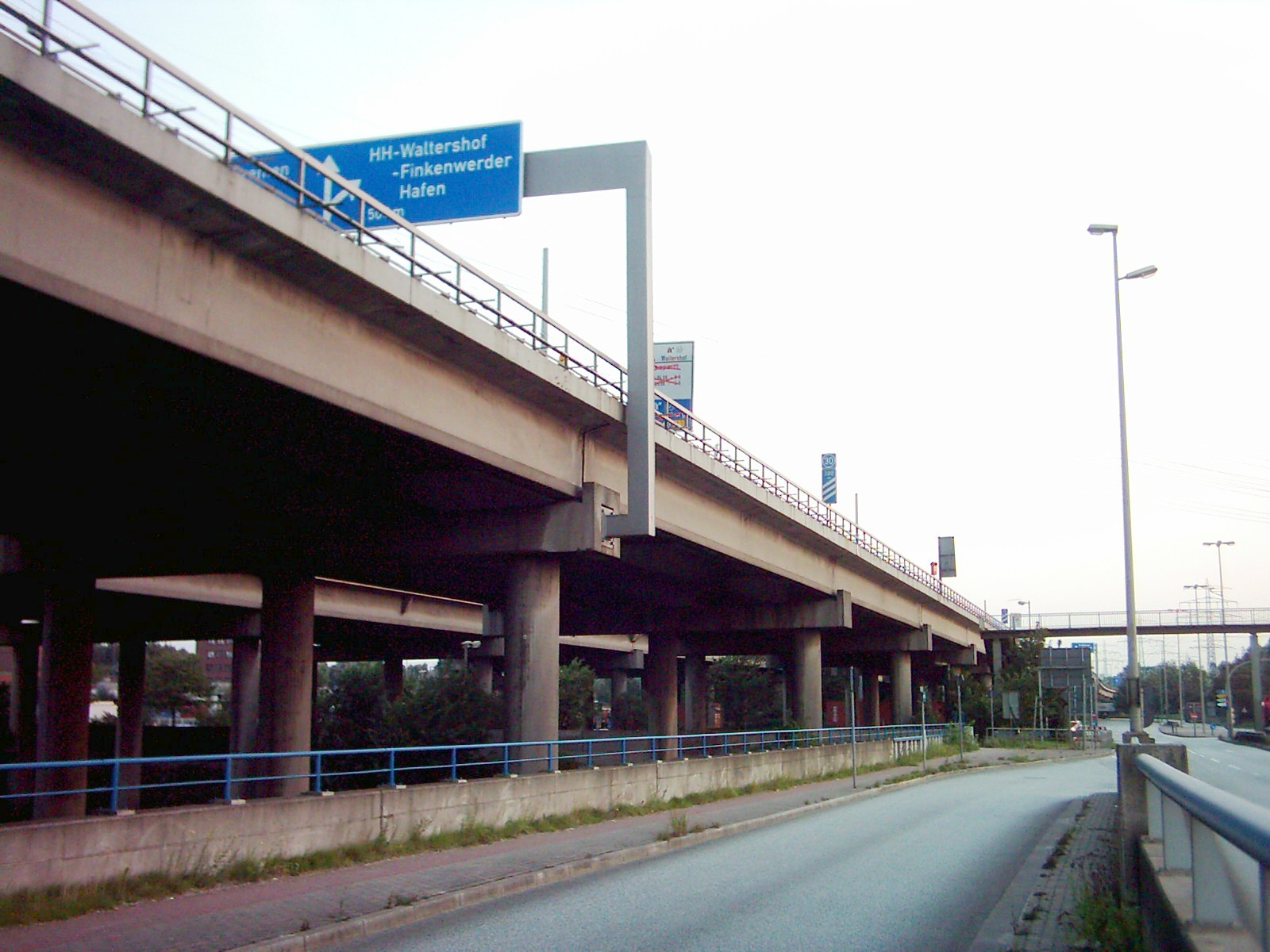
Надземный Бундесаутобан 7 возле выезда Вальтерсхоф

По состоянию на 2008 год в Гамбурге есть 8 877 официально названных улиц, мест и — согласно «Behörde für Stadtentwicklung und Umwelt» — 2 500 мостов. Некоторые улицы хорошо известны, например, Репербан. На нескольких улицах скорость ограничена 30 км/ч.
По данным Департамента транспортных средств (Kraftfahrt-Bundesamt), в 2007 году в Гамбурге было зарегистрировано 569 530 частных автомобилей (327 автомобилей на 1000 человек). Всего произошло 10 612 дорожно-транспортных происшествий, в том числе 8 426 с травмами людей и 2 186 с тяжелым повреждением имущества.
Несколько автомагистралей (Autobahnen) и федеральных автомагистралей связывают Гамбург с другими регионами или городами. Важная автомагистраль, соединяющая север и юг Европы, — это дорога А7 — переход через реку Эльбу тоннелем — от городов Киля и Фленсбурга на севере до Ганновера на юге. Бундесаутобан 1 соединяет Любек с Бременом, Мюнстером и Дортмундом. Бундесштрассе 5 проходит от датской границы на севере до Франкфурта-на-Одере на востоке Германии. В 2006 году их было 80 км автомагистралей и 120 км федеральных дорог.
В ноябре 2005 года, согласно переписи Федерального управления грузовых перевозок (Bundesamt für Güterverkehr), в Гамбурге было зарегистрировано 926 коммерческих автотранспортных компаний с 19 985 транспортными средствами грузоподъемностью 188 724 тонны (грузовики, седельные тягачи, грузовые прицепы, полуприцепы) и 15 623 сотрудника.

### Список дорог

Дороги в Гамбурге

| Имя               | с (север)                            | на (юг)                            | Примечания              |
| ----------------- | ------------------------------------ | ---------------------------------- | ----------------------- |
| Бундесаутобан 1   | Любек, Фемарн, Копенгафен            | Бремен, Мюнстер, Дортмунд          | Европейский маршрут E22 |
| Бундесаутобан 7   | Киль, Шлезвиг, Фленсбург             | Ганновер, Кассель                  | Европейский маршрут E45 |
| Бундесаутобан 23  | Эльмсхорн, Итцехо, Хайде             |                                    |                         |
| Бундесаутобан 24  |                                      | Берлин                             | Европейский маршрут E26 |
| Бундесаутобан 25  |                                      | Гестахт                            |                         |
| Бундесаутобан 26  |                                      | Стаде                              | запланированный         |
| Бундесаутобан 39  |                                      | Винзен/Луэ, Люнебург               | Не в самом Гамбурге     |
| Бундесаутобан 252 |                                      |                                    | Соединение A255 и B75   |
| Буднесатобан 253  |                                      |                                    |                         |
| Бундесаутобан 255 |                                      |                                    | Соединение A1 и B4, B75 |
| Бундесаутобан 261 |                                      |                                    | Соединение A1 и A7      |
| Бундесштрассе 4   | Quickborn, Бад-Брамштедт, Ноймюнстер | Winsen/Luhe, Люнебург, Ильцен      |                         |
| Бундесштрассе 5   | датская граница                      | Гестахт, Лауэнбург, Бойценбург     |                         |
| Бундесштрассе 73  | Куксхафен                            | Гамбург                            |                         |
| Бундесштрассе 75  | Баргтехайде, Бад-Ольдесло            | Буххольц, Тоштедт, Ротенбург/Вюмме |                         |
| Бундесштрассе 431 | Мельдорф                             | Альтона                            |                         |
| Бундесштрассе 432 | Шарбойц, Бад-Зегеберг                | Гамбург                            |                         |
| Бундесштрассе 433 | A7 в Гамбурге                        | Эппендорф                          |                         |
| Бундесштрассе 447 |                                      |                                    | Соединение B5 и A7      |

## Водные пути
Порт Гамбурга расположен на расстоянии 110 км от устья Эльбы, у Северного моря. В 2007 году порт был вторым по величине в Европе и девятым в мире. В 2007 году в Гамбурге было обработано 9,8 млн контейнеров, что на 10 % больше, чем в 2006 году. В 2008 году на внутреннем водном транспорте было перевезено 12 024 тонны и было морских перевозок в количестве 140 236 тонн. Оба увеличились по сравнению с 2007 годом.
Важность и ответственность порта и его торговли для города проявляется в том факте, что Гамбург описывается как Welthafenstadt (мировой портовый город) в преамбуле конституции Гамбурга. Дитер Лэппле описал важную связь между портом и торговым городом, чтобы включить её в преамбулу конституции, следующим образом: «Преамбула конституции Гамбурга указывает на тесную связь между портом и городом в отношении их развития: „Как Международный порт Вольный и ганзейский город Гамбург имеет особую задачу, отведенную его историей и местонахождением, для выполнения для немецкого народа. В духе мира она хочет быть посредником между всеми континентами и народами мира“».
Важными водными путями являются также (не в самом Гамбурге) каналы Латеральный канал Эльбы и Кильский канал.